# Solemont
Solemont település Franciaországban, Doubs megyében. Lakosainak száma 133 fő (2022. január 1.). Solemont Rémondans-Vaivre, Les Terres-de-Chaux, Dambelin, Feule, Neuchâtel-Urtière, Péseux és Valonne községekkel határos.

## Népesség
A település népessége az elmúlt években az alábbi módon változott:
| Lakosok száma | 99   | 178  | 207  | 150  | 162  | 165  | 150  | 139  | 137  | 133  |
|               | 1968 | 1982 | 1990 | 2006 | 2013 | 2015 | 2017 | 2019 | 2020 | 2022 |